# Rikke Lylloff
Rikke Lylloff, née le 28 septembre 1978, est une actrice danoise.

## Filmographie
- 2000 : Dancer in the Dark : la danseuse
- 2001 : Fremmed Landskab (court métrage télévisé) : Mona
- 2002 : Debutanten (court métrage) : la paysanne
- 2007 : J'aurais voulu être un danseur : la danseuse
- 2007 : Room 205 : l'apparition
- 2008 : Anna Pihl (série télévisée) : Line, la prostituée
- 2008 : Gaven (The Gift) : Louise
- 2008 : Ticket to Romance : l'universitaire
- 2008 : Kaktus (court métrage) : Helene
- 2008-2009 : Isa's stepz (série télévisée) : Louise
- 2009 : Remis (court métrage) : Alex
- 2009 : Above the Street, Below the Water : Søsser
- 2010 : Truth About Men : le 3e rendez-vous
- 2011 : Chloe Likes Olivia (court métrage) : Andrea
- 2011 : Borgen (série télévisée) : Lotte Ågaard
- 2011 : Buzz Aldrin, hvor ble det av deg i alt mylderet? (mini-série) : Ennen
- 2012 : Antenna (court métrage) : la femme
- 2013 : For enden af molen (court métrage) : Lisa
- 2014 : Sig Altid Farvel i Tide (court métrage)
- 2013 : Homesick (court métrage) : Hannah
- 2015 : No More (court métrage) : Julie
- 2016 : I blodet de Rasmus Heisterberg : Karen